# Harry Jerome
Harry Jerome, född 30 september 1940 i Prince Albert i Saskatchewan, död 7 december 1982 i Vancouver i British Columbia, var en kanadensisk friidrottare.
Jerome blev olympisk bronsmedaljör på 100 meter vid sommarspelen 1964 i Tokyo.